# Kullsjön (Håcksviks socken, Västergötland)
Kullsjön är en sjö i Svenljunga kommun i Västergötland och ingår i Ätrans huvudavrinningsområde. Kullsjön ligger i Amma- och Hästamossarna Natura 2000-område.